# Marianne

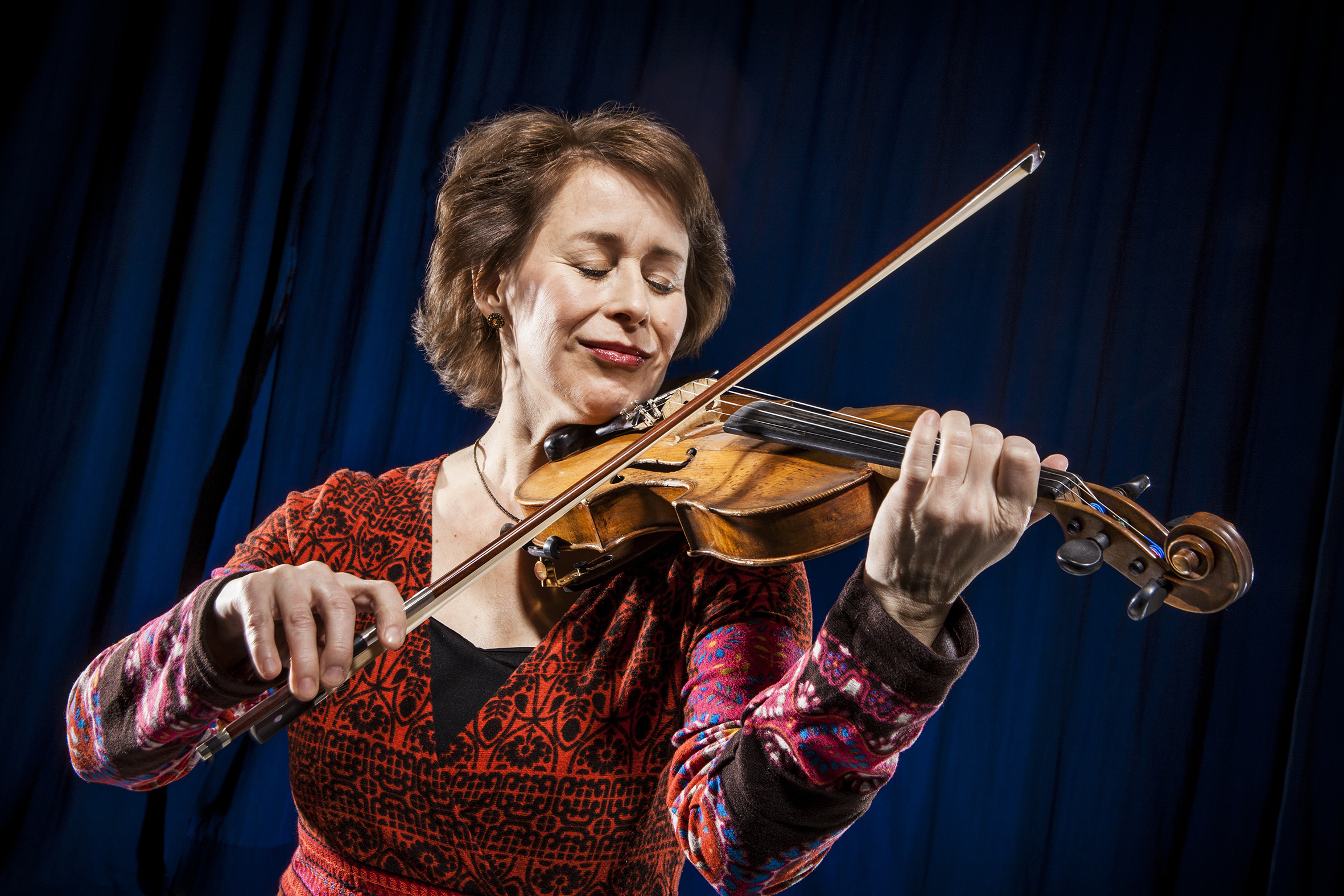
Marianne Maans, 2014.

Marianne, eller Mariann, är ett kvinnonamn med flera möjliga ursprung, närmast en fransk form av det latinska namnet Mariana som betyder kvinna, kvinnlig.
Längre tillbaka i tiden kan det motsvara det hebreiska namnet Mariamne. I Bibeln bar Herodes gemål detta namn. I sengrekiskan var namnformen Marianna. Det kan också vara en sidoform av det hebreiska namnet Mirjam (arameiska: Mariam). Det kan vidare komma från Mariana, en femininform av det latinska mansnamnet Marianus (från släktnamnet Marius). Marianne blev ett modenamn i Frankrike på 1700-talet och var där närmast en diminutivform av Marie. Det kom sedan att uppfattas som en sammansättning av Marie och Anne och blev inspiration till en rad liknande dubbelnamn (Marie-Louise, Anne-Marie etcetera).
Efter franska revolutionen blev Marianne, avbildad som en ung bondflicka eller Libertas, en symbol för den franska republiken. Äldsta belägget i Sverige är från år 1675. Namnet var fram till 1900-talet inte speciellt vanligt och kom därför inte med i 1901 års almanacka. Det blev ett modenamn på 1930- och 1940-talen och är i dag fortfarande ett av de vanligaste kvinnonamnen (12:e plats), även om ytterst få flickor får det som tilltalsnamn.
Den 31 december 2007 fanns totalt 119 196 personer folkbokförda i Sverige med förnamnet Marianne, varav 24 479 hade det som tilltalsnamn/förstanamn.
Namnsdag: 4 april (sedan 2001; 1986-2000: 30 april tillsammans med Mariana, men flyttades sedan hit eftersom det har samma entydiga ursprung). I den finlandssvenska namnsdagslängden har Marianne namnsdag 15 augusti sedan 2000. Före det hade Marianne namnsdag 4 februari 1950–1999.

## Personer med namnet Marianne
- Marianne Eriksdotter av Sverige, furstinna av Pommern, dotter till kung Erik Knutsson[4][5], kallad Mariana och Marina
- Marina Valdemarsdotter av Sverige, furstinna av Diepholz[6], gift med greve Rudolf von Diepholz och dotter till kung Valdemar, kallad Marina
- Marianne Ahrne - regissör och författare
- Marianne Alopaeus - finlandssvensk författare och översättare
- Marianne Aminoff - skådespelerska
- Marianne von Baumgarten - chefredaktör och journalist
- Marianne Berglund - cyklist, VM-guld 1983
- Marianne Bernadotte - skådespelerska och filantrop, gift med Sigvard Bernadotte
- Marianne Davies - brittisk musiker
- Marianne Dujardin - fransk teaterdirektör
- Marianne Ehrenström - konstnär
- Marianne Faithfull -  brittisk sångerska och skådespelerska
- Marianne Fredriksson - författare
- Marianne Grönvall - sångerska
- MariAnne Häggander - operasångerska, hovsångerska
- Marianne Illing - kanadensisk vattenpolospelare
- Marianne Jelved - dansk politiker
- Marianne Lindberg - skådespelerska, även Marianne Bernadotte af Wisborg
- Marianne Lindberg De Geer - konstnär
- Marianne Löfgren - skådespelerska
- Marianne Maans - finländsk folkmusiker och pedagog
- Marianne Mörck - skådespelerska, sångare och regissör
- Marianne Mörner - operasångerska och konstnär
- Marianne Nielsen - skådespelerska
- Marianne von Martínez - österrikisk kompositör
- Elsa-Marianne von Rosen - balettdansös
- Marianne Sand Näslund - skådespelerska
- Marianne Samuelsson - politiker (MP)
- Marianne Stjernqvist - skådespelerska
- Marianna Spallanzani - italiensk konservator
- Marianne Timmer - nederländsk skridskoåkare
- Marianne Westman - formgivare och keramiker